# 軍事国道
軍事国道（ぐんじこくどう）とは、軍隊の要請によって国により建設ないし運営された道路である。
なお、近代日本の法令に軍事国道ないし軍用国道の言葉は見当たらない。
しかし法令交付の請願などにまつわる文書では軍事国道の言葉が散見されるため、便宜上当時でも通用していたと考えられる。
ここでは旧植民地を除く日本国内における大正から昭和にかけて帝国陸海軍ならびに陸軍省海軍省の要請によって、内務省に認定された国道について記述する。

## 概要
軍道の存在自体は、人類が軍隊施設を持った頃からあったものである。
世界各国、軍事活動の進展により公費で軍道が整備されていったが、日本でも例に漏れず、明治維新以降、周辺列強諸国からの防衛が必要であると痛感した明治政府は、全国に鎮台・鎮守府を設置してゆく。これらの建設・維持・連絡のために国費で道路の建設費用をまかなう軍用道の必然性が出てきため、1885年（明治18年）内務省告示6号において、全国の国道に番号を付けて公布された中に鎮台を連絡する国道が定められた。さらに大正4年にかけて、鎮守府やのちに鎮台改め各地の重要な師団を連絡する国道が定められていった。
大正時代に入り、戦前の道路整備の基本法となる旧道路法（大正8年4月11日法律第58号）が1919年（大正8年）に公布され、これにより従来の明治期に制定された国道路線は廃止され、いわゆる大正国道が新たに定められた。
1. 東京市ヨリ神宮、府県庁所在地、師団軍司令部所在地、鎮守府所在地又ハ枢要ナ開港ニ達スル路線
2. 主トシテ軍事ノ目的ヲ有スル路線

2.は当初定められなかったが、翌大正9年、内務省告示第125号によって26路線が定められ、明治期と比較してより軍事色の濃い、小規模ながら全国各地個々の軍事施設の諸事情解決を併せ持った、全額国庫負担の国道が誕生した。この法令は言葉として軍事国道とは定められていないが事実上、軍用の国道であり、軍事上の機密もあるため起終点のみ指定された。国道番号には“特”を付与して、特〇号と表し、他の一般国道と区別していた。
当初26路線、総延長275 kmが定められたが、太平洋戦争末期の昭和20年3月1日まで追加認定や区間変更が続き、終戦時には41路線が存在していた。国道である以上、優先的に整備・開削された軍事国道ではあるが、太平洋戦争中期から末期にかけての予算削減や資材不足・労働力不足により一部の国道は全通することもなく計画倒れに終わったり、また修繕すらままならず、4分の1程度は軍用車両の通過すら困難な、一部はけもの道程度の実体のない道路であった。

## 路線の一覧
| 国道名 | 区間・所在地（現代の地名に置換） | 目的                                                                               |
| ------ | -------------------------------- | ---------------------------------------------------------------------------------- |
| 特1号  | 習志野市 - 四街道市              | 騎兵第一旅団、騎兵第二旅団から陸軍野戦砲兵学校の連絡                               |
| 特2号  | 箱根町 - 富士市                  | 両端の東海道から、陸軍富士裾野演習場の連絡                                         |
| 特3号  | 御殿場市内                       | 箱根裏街道から、特2号国道と交差し富士裾野演習場の拠点基地であった滝ヶ原廠舎の連絡  |
| 特4号  | 豊橋市内                         | 30号国道から陸軍天伯原演習場を経て太平洋側に連絡                                   |
| 特5号  | 豊橋市内                         | 第15師団から陸軍高師ヶ原演習場を経て太平洋側に連絡                                 |
| 特6号  | 田原市渥美町内                   | 田原街道から伊良湖岬砲台を連絡                                                     |
| 特7号  | 田原市渥美町内                   | 田原街道から陸軍技術研究所伊良湖試射場を連絡                                       |
| 特8号  | 対馬市上県町内                   | 佐護集落から棹崎砲台を連絡                                                         |
| 特9号  | 対馬市美津島町内                 | 対馬要塞司令部から樽ヶ浜港を連絡                                                   |
| 特10号 | 対馬市美津島町内                 | 対馬要塞司令部から竹敷港を連絡                                                     |
| 特11号 | 対馬市厳原町内                   | 厳原から豆酘崎砲台を連絡                                                           |
| 特12号 | 下関市豊浦町内                   | 黒井村集落から観音崎要塞を連絡                                                     |
| 特13号 | 和歌山市加太町内                 | 加太集落から由良要塞管轄の深山重砲兵連隊（深山砲台）を連絡                         |
| 特14号 | 瀬戸内町内                       | 篠川集落から西古見砲台を連絡                                                       |
| 特15号 | 瀬戸内町内                       | 篠川集落から奄美大島要塞司令部を経て皆津崎砲台を連絡                               |
| 特16号 | 瀬戸内町内                       | 実久砲台から安脚場砲台を連絡                                                       |
| 特17号 | 嬉野市 - 東彼杵町                | 両端の長崎街道から陸軍大野原演習場を連絡                                           |
| 特18号 | 広島市東区 - 同市南区            | 2号国道から陸軍兵器支廠および陸軍被服支廠を経て宇品港を連絡                        |
| 特19号 | 小笠原村内                       | 父島の中心部、大村二見の父島要塞司令部から扇浦の海軍扇浦分遣隊を連絡               |
| 特20号 | 舞鶴市内                         | 35号国道から舞鶴要塞管轄の成生岬砲台を連絡                                         |
| 特21号 | 三浦市内                         | 久里浜街道から東京湾要塞管轄の三崎砲台を連絡                                       |
| 特22号 | 大分市佐賀関町内                 | 佐賀関集落から豊予要塞管轄の福水港を連絡                                           |
| 特23号 | 横須賀市内                       | 31号国道から横須賀海軍航空隊および追浜飛行場を連絡                                 |
| 特24号 | 呉市内                           | 32号国道から広海軍工廠を連絡                                                       |
| 特25号 | 佐世保市内                       | 33号国道から佐世保海軍航空隊を連絡                                                 |
| 特26号 | 船橋市内                         | 7号国道から海軍無線電信所船橋送信所を連絡                                          |
| 特27号 | 御殿場市 - 裾野市                | 特3号国道沿いにある陸軍板妻廠舎から大野原演習場を連絡                              |
| 特28号 | 瀬戸内町内                       | 特16号国道薩川集落から芝防空砲台を連絡                                             |
| 特29号 | 豊橋市内                         | 陸軍高師ヶ原演習場南部から太平洋側に連絡                                           |
| 特30号 | 小笠原村内                       | 扇浦から父島巽湾西海岸を連絡。途中衝立山対空監視哨連絡及び、巽崎砲台建設資材の搬入 |
| 特31号 | 小笠原村内                       | 扇浦から父島南袋沢の南崎を連絡。途中高山観測所及び、南崎砲台・照空分隊陣地の連絡   |
| 特32号 | 対馬市厳原町 - 同市上対馬町      | 厳原から鰐浦の豊砲台を連絡                                                         |
| 特33号 | 対馬市上県町内                   | 仁田集落から佐護集落で特8号国道と連絡                                              |
| 特34号 | 横須賀市内                       | 31号国道横須賀市中心部から海軍横須賀通信学校の連絡                                 |
| 特35号 | 那覇市 - 南城市佐敷町            | 那覇市から中城湾臨時要塞を連絡                                                     |
| 特36号 | 横須賀市 - 鎌倉市大船            | 追浜海軍航空隊および追浜飛行場から海軍第一燃料廠を連絡                             |
| 特37号 | 木更津市 - 館山市                | 木更津海軍航空隊から布良海軍見張所（レーダー基地）を連絡                           |
| 特38号 | 奄美市名瀬 - 瀬戸内町            | 奄美大島の中心、名瀬から奄美大島要塞司令部を連絡                                   |
| 特39号 | 那覇市 - 読谷村                  | 那覇市から読谷飛行場を連絡                                                         |
| 特40号 | 宮古島市平良 - 同市城辺          | 宮古島の中心、平良から宮古島中飛行場を連絡                                         |
| 特41号 | 横浜市 - 藤沢市                  | 横須賀海軍工廠から東海道を経由し平塚市の火薬廠と連絡                               |

## 補足
- 1934年（昭和9年）時点で、日本の全道路の舗装面積に対する軍事国道総延長288 kmの舗装率はわずか0.09%。一般の国道が16.02%だった。また整地されず車両の通過困難が見込まれる未改良区間は軍事国道全体の87.28%に及んだ。昭和初期の恐慌の要因もあったが、「開通だけして車両さえ通行できればよい」程度が内務省認識であった。
- また、幅員も3.7 m未満が37%（一般国道13%）、3.7-5.5 mが52%（同36%）、5.5-9.0 mが10%（同42%）、9.0 m以上は1%（同9%）と、圧倒的な格差があった。

## 参考画像

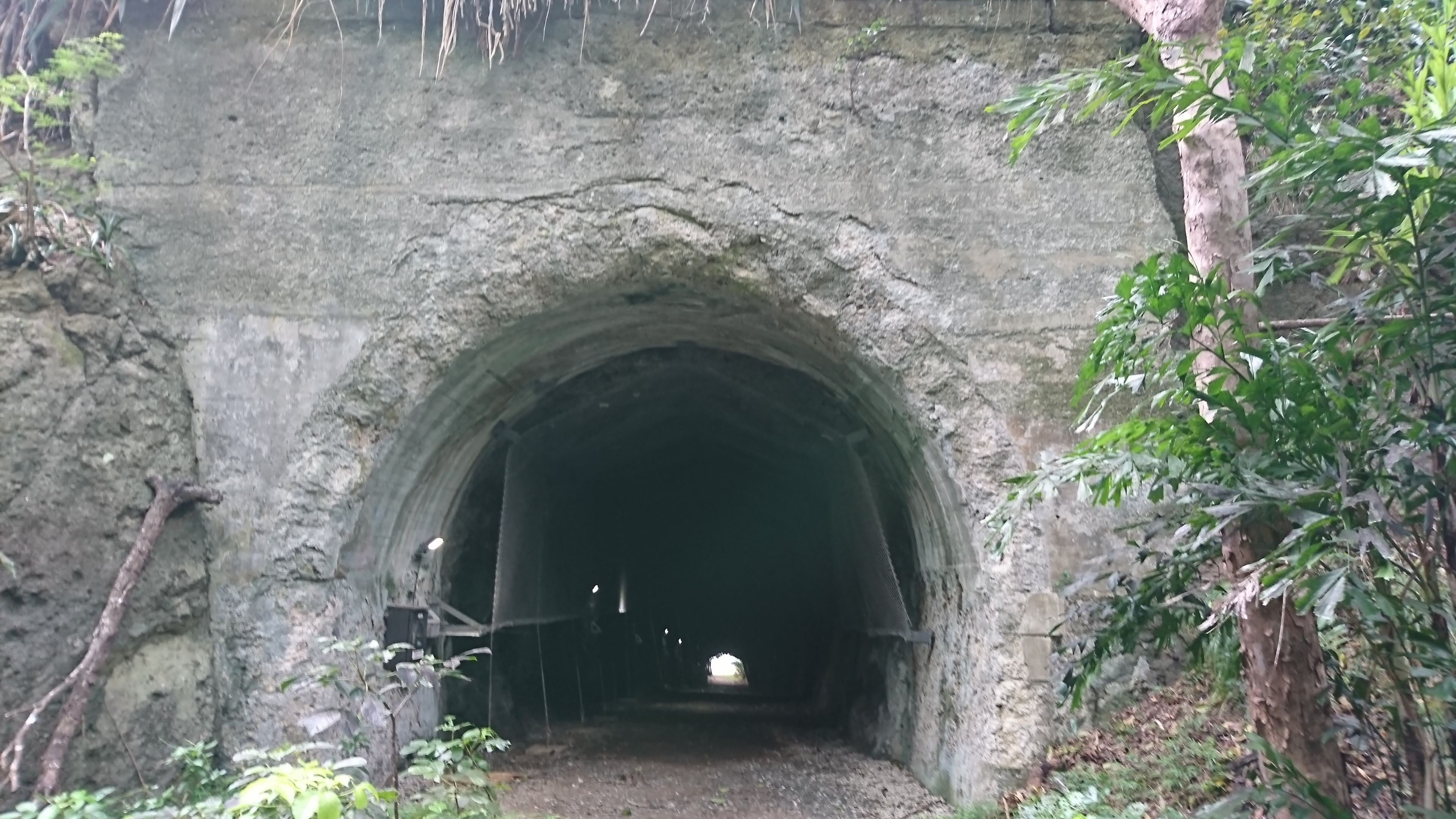
特30号国道の連珠トンネル（小笠原村）